# Арабский дикий кот
Арабский дикий кот, или дикий кот Гордона (лат. Felis lybica lybica), — подвид степного кота, обитающий на Аравийском полуострове. Впервые описан в 1968 году британским зоологом Дэвидом Гаррисоном, который собрал типовой образец в Омане и назвал его Felis silvestris gordoni в честь майора А. С. Гордона.

## Таксономия
Таксономический статус арабского дикого кота обсуждался с 1990-х годов:
- В издании «Mammal Species of the World» 2005 года он был признан подвидом Felis silvestris с названием Felis silvestris gordoni[2].
- В 2007 году, после филогенетических исследований, он был отнесен к F. s. lybica, ближневосточной дикой кошке[3].
- С 2017 года Felis lybica признан видом дикой кошки, отличающимся от Felis silvestris, а арабский дикая кошка признана номинальным подвидом F. l. lybica[4].

## Характеристика
По размерам и внешнему виду весьма похож на домашнюю кошку. Шерсть короткая и плотная, серовато-коричневая, пепельно-серая или тёмно-жёлтая, с тёмными отметинами на голове и тёмными полосами на теле, конечностях и у кончика хвоста. Нижняя часть беловатая, между чёрными подушечками на подошвах ног есть чёрные волоски.

## Распространение и среда обитания
Эндемик северного Омана и части Объединенных Арабских Эмиратов. Типичные места обитания — полупустынные районы со скалами и кустарниками. Самцы контролируют территорию площадью несколько квадратных километров, а самки — территорию немного меньшей площади.

## Экология
Арабский дикий кот — ночное одиночное животное. В разных частях своей территории у него есть несколько берлог, скальных щелей, дуплистых деревьев или пустых лисьих нор, где он может прятаться. Питается тушканчиками, малыми песчанками и другими мелкими грызунами, мелкими птицами, пресмыкающимися и крупными насекомыми, получая большую часть потребности в жидкости с пищей. Они сильные и ловкие. Спаривание происходит почти во все сезоны года. Самка привлекает самца феромонами, которые она производит во время сексуальной восприимчивости. Беременность длится около 65 дней, в помёте — три-четыре котенка. Котята имеют пятнистый мех, перестают кормиться молоком через два-три месяца, но еще несколько месяцев остаются с матерью, обучаясь навыкам охоты и выживания.

## Охранный статус
Ареал арабской дикой кошки небольшой, это один из наиболее угрожаемых подвидов дикой кошки. Исторически преследуемая бедуинами, в настоящее время сталкивается с разрушением естественной среды обитания сельским хозяйством. Самой серьёзной угрозой является гибридизация с одичавшими домашними кошками, из-за чего в дикой природе может почти не остаться чистокровных арабских диких кошек. Учитывая это, в 1986 году в Абу-Даби была начата программа разведения в неволе, а часть животных переселили в Калифорнию и Германию. Международная племенная книга ведется в Кёльнском зоопарке.